# IC 4618
IC 4618 је спирална галаксија у сазвјежђу Рајска птица која се налази на листи објеката дубоког неба у Индекс каталогу.
Деклинација објекта је - 76° 59' 33" а ректасцензија 16h 57m 50,0s. Привидна величина (магнитуда) објекта IC 4618 износи 11,9 а фотографска магнитуда 12,7. IC 4618 је још познат и под ознакама ESO 43-9, IRAS 16506-7654, PGC 59325.